# Francesc Agustín i Grande

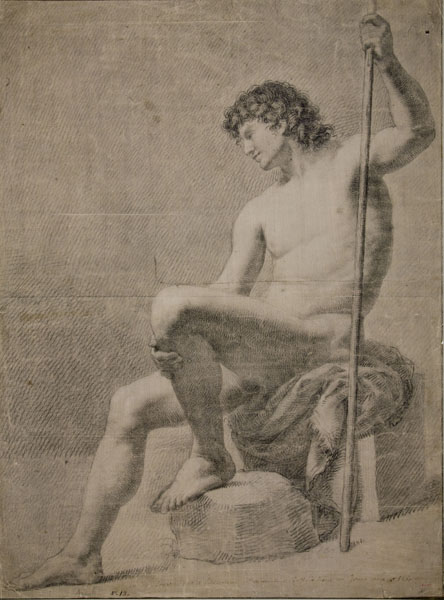
Nu masculí Dibuix de 1780, conservat al MNAC.

Francesc Agustín i Grande (Barcelona, 1753- Utrera, 1801) fou un pintor neoclàssic català.
Va néixer a Barcelona el 1753. Es desconeix qui va ser el seu primer mestre, però segurament va formar-se inicialment en dibuix i pintura a la ciutat natal, i en un moment indeterminat es va traslladar a Madrid. L'octubre de 1869, amb quinze anys va entrar a la Reial Acadèmia de Belles Arts de Sant Ferran. Més endavant va rebre una pensió de Carles III per estudiar a Roma, juntament amb Francisco Javier Ramos, Manuel Nàpoli, Bonaventura Salesa i Carlos Espinosa. A Roma va entrar en contacte i es va formar amb Anton Raphael Mengs, qui el va influenciar en la seva obra. Al morir Mengs, va rebre classes de Francisco Preciado de la Vega. A Roma va rebre diversos encàrrecs d'Antoni Despuig i Dameta.
De nou a Espanya, el 1792 es va anar a Còrdova a dirigir una escola d'art fundada pel bisbe de la ciutat, projecte en el que va fracassar. En aquella època es considerava grau suficient haver estat pensionat a Roma per a esdevenir professor d'una acadèmia de pintura.
L'any 1799 va rebre el títol d'acadèmic de Mèrit de la Reial Acadèmia de Belles Arts de San Fernando, i el mateix any fou nomenat també director supernumerari de l'Escola de la Llotja, càrrec que no va arribar a ocupar mai a causa del fet que estava a Sevilla copiant quadres de Bartolomé Esteban Murillo per ordres del rei.
Al Museu Nacional d'Art de Catalunya se'n conserva el dibuix Nu masculí, original de 1780 adquirit el 1911 provinent de la col·lecció privada de Raimon Casellas, i a l'Acadèmia de Sant Ferran de Madrid es conserva un oli sobre taula representant la Pietat.